# Marimatha alboflava
Marimatha alboflava är en fjärilsart som beskrevs av Walker 1862. Marimatha alboflava ingår i släktet Marimatha och familjen nattflyn. Inga underarter finns listade i Catalogue of Life.